# Elisabeth Pähtz

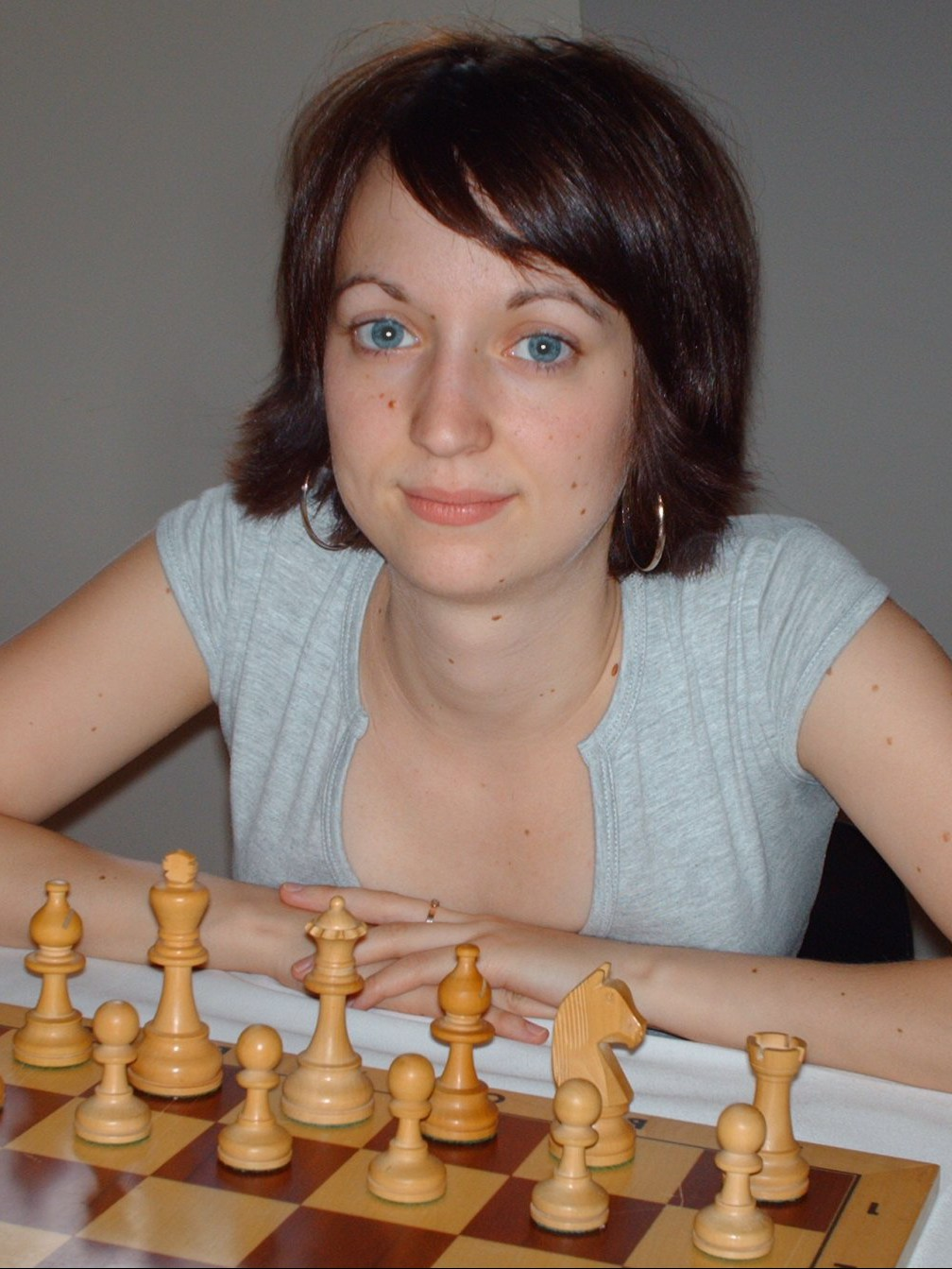
Elisabeth Pähtz in 2007

Elisabeth Pähtz (8 januari 1985) is een Duitse schaakster. In 1998 werd haar door de FIDE de titel Internationaal Meester bij de vrouwen (WIM) toegekend; in 2004 werd ze Internationaal Meester (IM). In 2001 werd ze grootmeester bij de vrouwen (WGM), in 2022 werd ze grootmeester (GM). 
Pähtz werd als kind getraind in het schaken door haar vader Thomas Pähtz, zelf een internationaal grootmeester (GM). Op 9-jarige leeftijd won ze haar eerste Duitse kampioenschap bij de jeugd tot 11 jaar. In 1999 werd ze in Chemnitz kampioene van Duitsland bij de dames.
Vanwege haar talent was er tijdens haar jeugd veel belangstelling van de media. Onder meer werd gemeld dat ze vermoedelijk een onvoldoende zou gaan halen voor wiskunde. Haar eigen verklaring hiervoor is dat ze een intuïtieve speelster is, en geen universeel genie zou moeten zijn.
In april 2009 begon ze in Berlijn aan een studie journalistiek.

## Resultaten
- In 2002 werd Pähtz wereldkampioen bij de jeugd tot 18 jaar, en in 2004 wereldkampioen in de leeftijdscategorie tot 20 jaar. Ook in 2004 werd ze in Dresden 16e in het Europees kampioenschap schaken in de vrouwengroep.
- In juli 2005 speelde Pähtz mee in het Biel grootmeestertoernooi en eindigde daar met 4.5 punt uit tien ronden op de vierde plaats. Almira Skripchenko werd met 6.5 punt eerste.
- In september 2005 speelde ze mee in het 6e knock-outtoernooi Young Masters dat in Lausanne gespeeld werd. Pähtz eindigde op de achtste plaats. Andrej Volokitin won het toernooi.
- In november 2005 speelde Elisabeth mee in het wereldkampioenschap voor de jeugd dat in Istanboel gespeeld werd. Zij werd met 10 punten kampioen bij de dames.
- Bij de Schaakolympiades in 2008 en 2010 speelde ze aan bord 1 bij de Duitse vrouwen.
- Bij het wereldkampioenschap schaken voor vrouwen in 2010 viel ze in de tweede ronde uit door met 1.5 - 2.5 te verliezen van Viktorija Čmilytė.
- In 2001, 2013 en 2016[1] werd ze Duits kampioene vrouwen-blitzschaak.
- Elisabeth Pähtz nam in 2022 voor Duitsland deel aan de Schaakolympiade voor vrouwen: ze speelde aan het eerste bord op de 44e Schaakolympiade in Chennai (+2 =8 −0).[2]

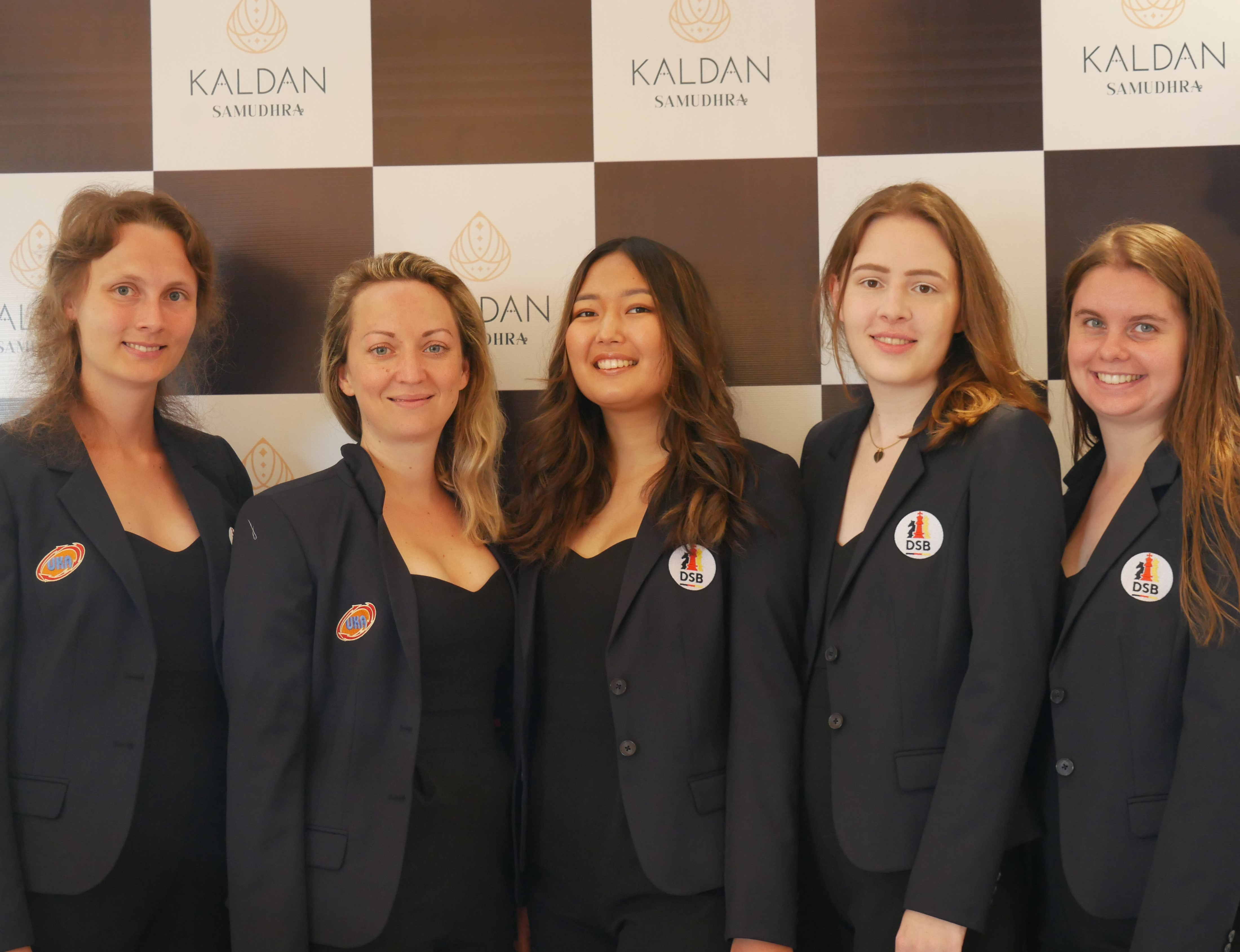
Het Duitse vrouwenteam op de Schaakolympiade 2022 in Mamallapuram, van links naar rechts: Josefine Heinemann, Elisabeth Pähtz, Dinara Wagner, Hanna Marie Klek en Jana Schneider

## Externe koppelingen
- (en)   Informatie over schaakpartijen van Elisabeth Pähtz op ChessGames.com
- (en)   Informatie over schaakpartijen van Elisabeth Pähtz op 365chess.com
- (en)  FIDE-ratinggegevens voor Elisabeth Pähtz